# Vinska
Vinska är en ort i Bosnien och Hercegovina.   Den ligger i entiteten Republika Srpska, i den norra delen av landet, 140 km norr om huvudstaden Sarajevo. Vinska ligger 128 meter över havet och antalet invånare är 305.
Terrängen runt Vinska är platt åt nordväst, men åt sydost är den kuperad. Närmaste större samhälle är Odžak, 19,1 km öster om Vinska. 
Omgivningarna runt Vinska är en mosaik av jordbruksmark och naturlig växtlighet. Runt Vinska är det ganska tätbefolkat, med 72 invånare per kvadratkilometer.